# ケン・リッチモンド
ケン・リッチモンド（Kenneth Richmond、1926年7月26日 - 2006年8月3日）は、イギリスのレスリング選手。
1952年のヘルシンキオリンピックにおいて、レスリング、フリースタイル・ヘビー級で銅メダルを獲得した。また俳優としてもジュールズ・ダッシン監督の映画『街の野獣（Night and the City）』どに出演した。
2006年8月3日、クライストチャーチ（イングランド）の自宅で死去。 